# Aus dem Nichts
Aus dem Nichts (no Brasil, Em Pedaços e em Portugal, Uma Mulher Não Chora) é um filme de drama franco-alemão de 2017 dirigido e escrito por Fatih Akin. Protagonizado por Diane Kruger, estreou no Festival de Cannes 2017, no qual competiu para a Palm d'Or.
Foi vencedor do Globo de Ouro em 2018 na categoria de melhor filme em língua estrangeira.

## Elenco
- Diane Kruger — Katja Sekerci
- Denis Moschitto — Danilo Fava
- Johannes Krisch — Haberbeck
- Ulrich Tukur — Jürgen Möller
- Samia Chancrin — Birgit
- Numan Acar — Nuri Sekerci
- Rafael Santana — Rocco Sekerci